# Skarbiec katedralny w Bazylei

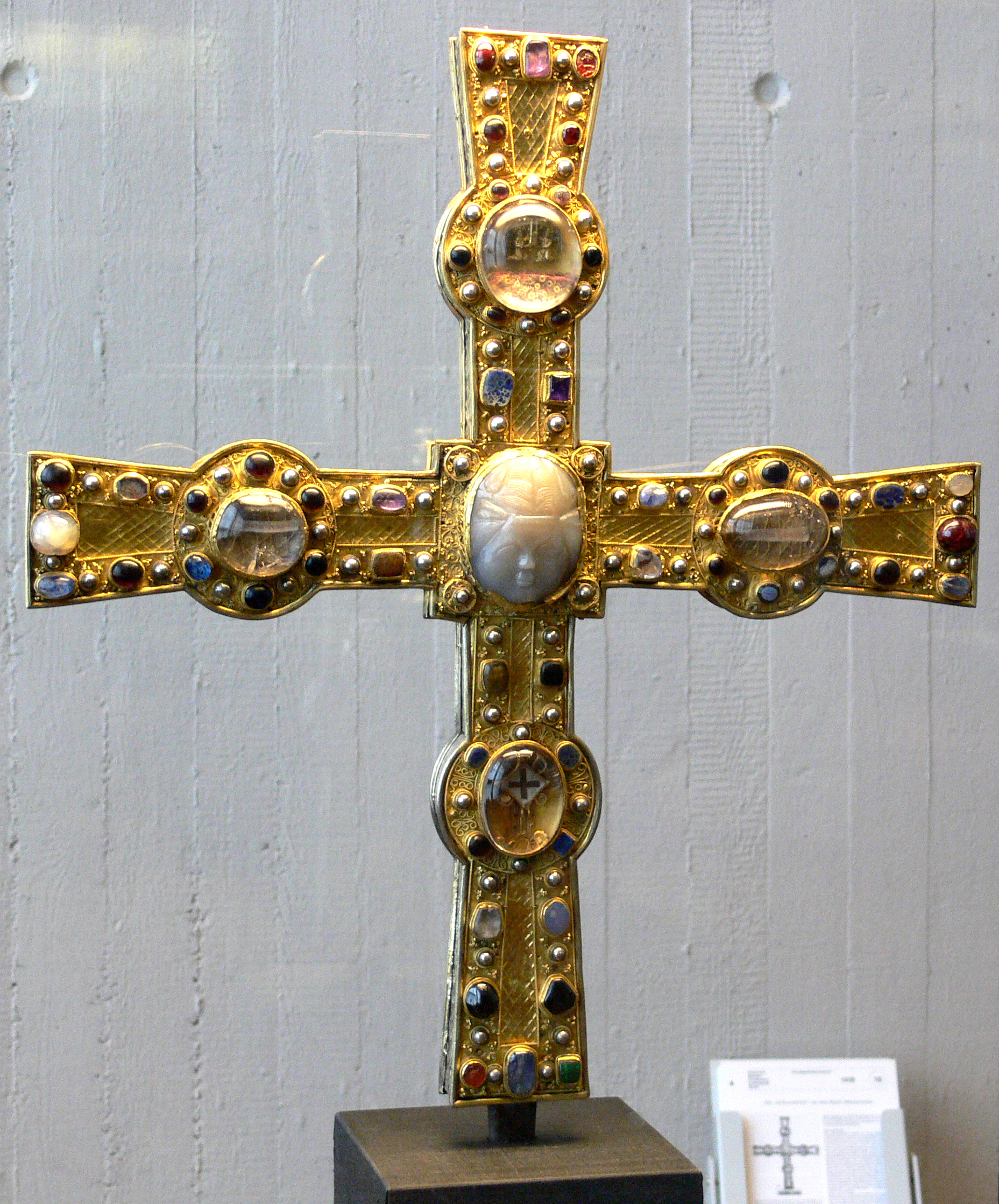
Krzyż Henryka II, obecnie Kunstgewerbemuseum w Berlinie

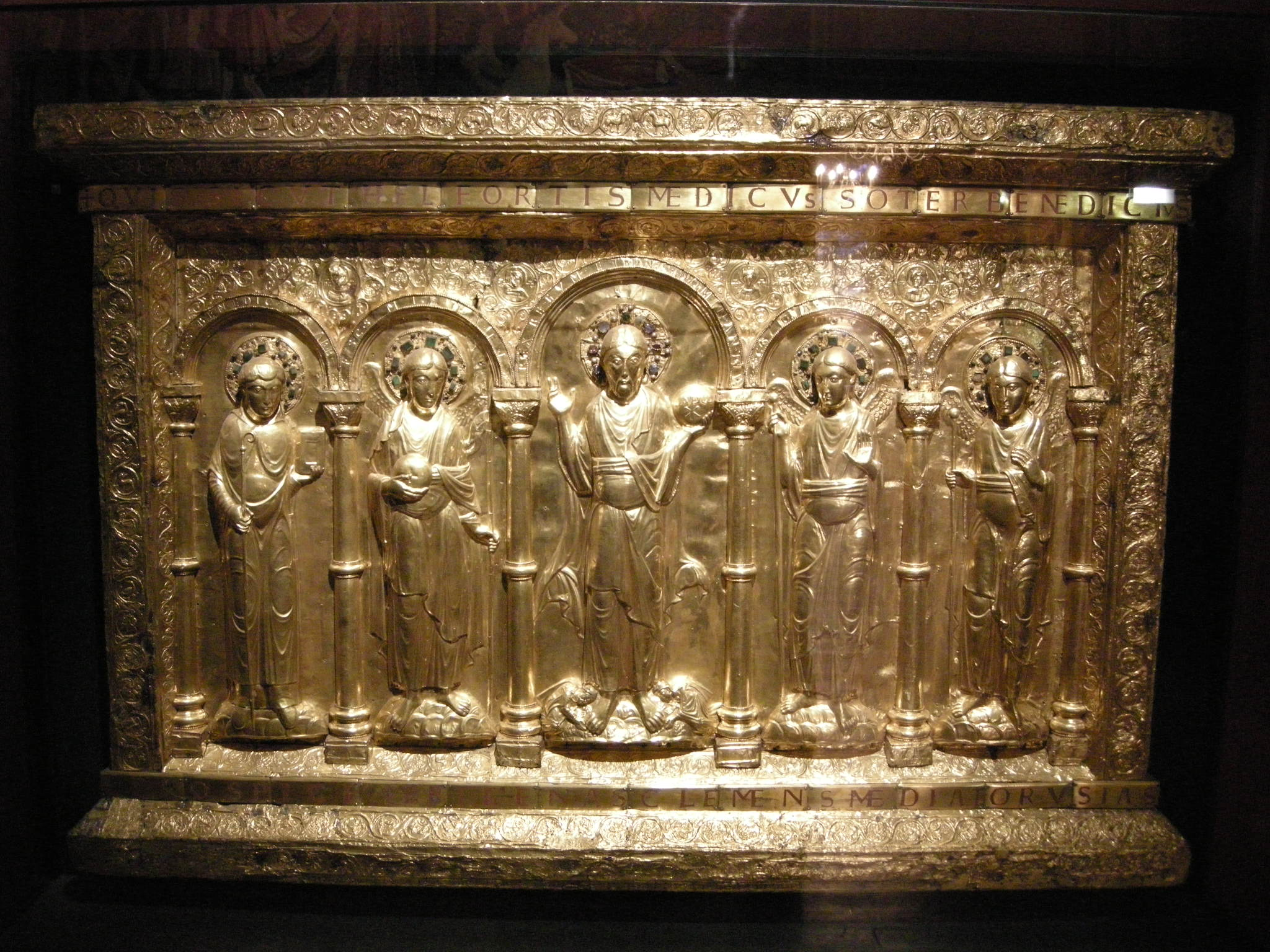
Antependium z Bazylei, obecnie w Musée National du Moyen Âge w Paryżu

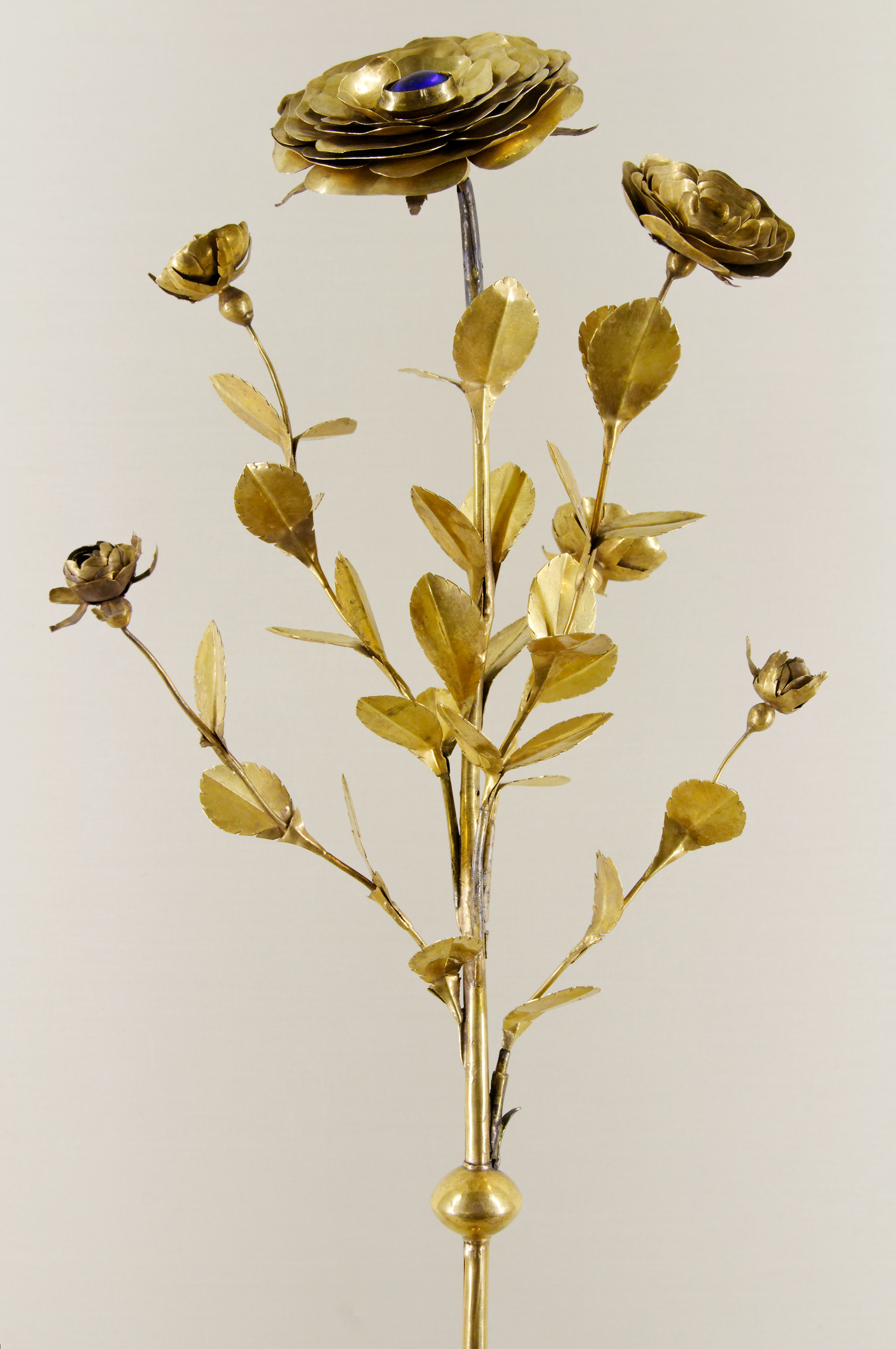
Złota Róża papieża Jana XXII podarowana Rudolfowi III z Nidau, obecnie w Musée National du Moyen Âge w Paryżu

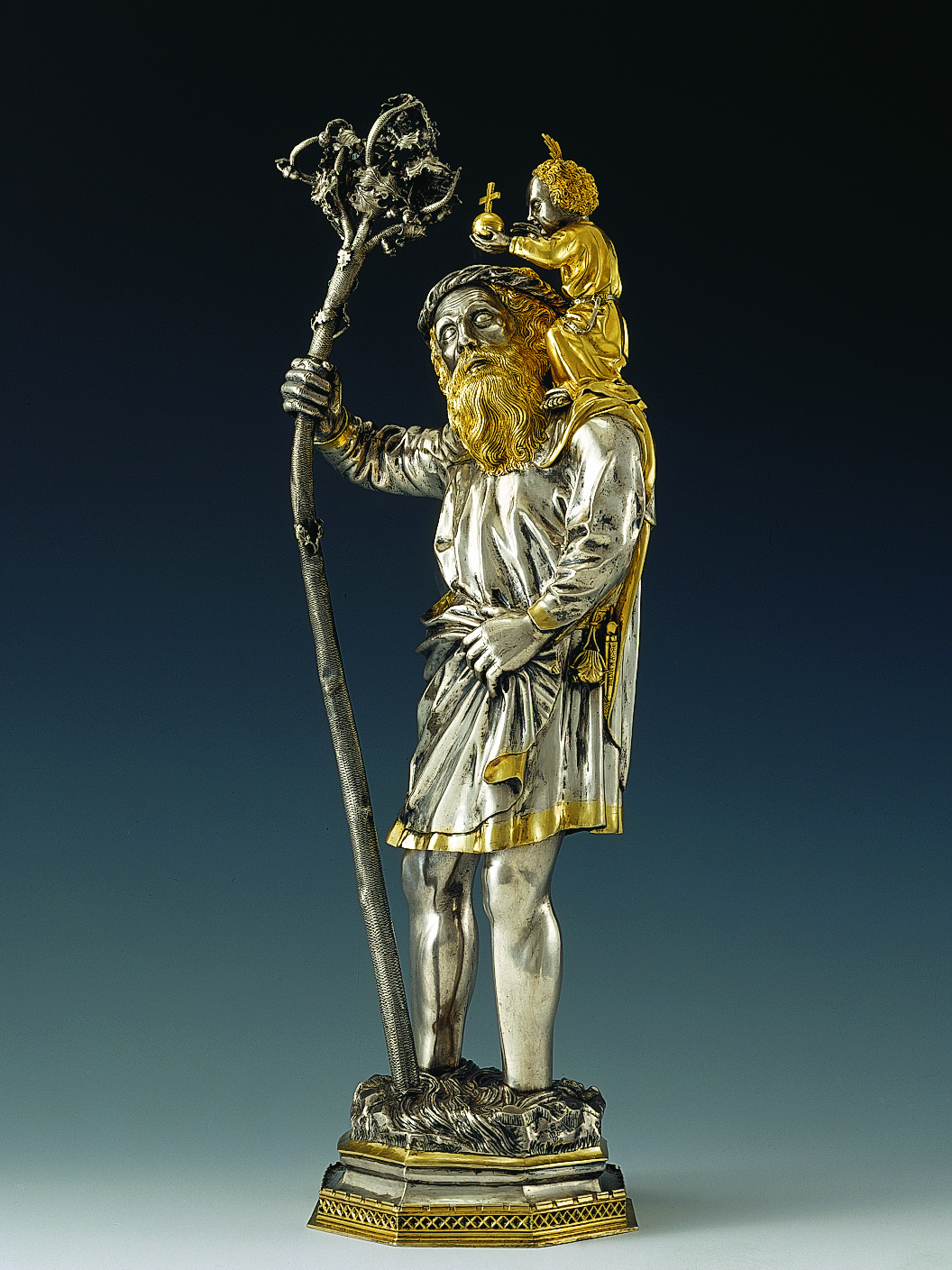
Relikwiarz św. Krzysztofa, obecnie w Muzeum Historycznym w Bazylei

Skarbiec katedralny w Bazylei (niem. Basler Münsterschatz) – historyczny skarbiec mieszczący zbiór średniowiecznych dzieł sztuki, głównie rzemiosła artystycznego, przy katedrze Świętych Marcina i Jerzego w Bazylei (Basel-Stadt, Szwajcaria). Od kasacji w 1833 r. skarbiec nie istnieje in situ. Duża część dzieł trafiła, drogą sprzedaży, do światowych kolekcjonerów. Pozostałe w Bazylei dzieła później przeniesiono do Muzeum Historycznego). Na wystawach w latach 2001–2002 (w Nowym Jorku, Bazylei i Monachium) odtworzono dawny skarbiec katedry bazylejskiej. Dzieła pochodzące ze skarbca należą do najcenniejszych dzieł sztuki złotnictwa, zarówno wczesnego, jak późnego średniowiecza.  

## Dzieje
Od wczesnego średniowiecza Bazylea była siedzibą lokalnego biskupstwa, zaś pierwszą romańską katedrę wzniesiono dopiero w IX wieku. W kontekście zachowanych dzieł sztuki integralnie związanych z katedrą, kluczowym zdarzeniem była fundacja drugiej romańskiej katedry przez cesarza Henryka II, ostatniego władcy z dynastii saskiej (Ludolfingów). Władca ten nie poprzestał na donacji nowego kościoła, wraz ze swoją małżonką Kunegundą hojnie uposażył jego wystrój poprzez dary złotnicze, w tym  zachowane do dziś antependium ołtarzowe i krzyż relikwiarzowy. Para cesarska była darzona szczególnym kultem w Bazylei, ich znaczenie podniosły kanonizacje w 1146 roku (Henryk II) i w 1200 (Kunegunda). Artystycznym przejawem kultu było sprawienie licznych dzieł złotniczych, w których odwoływano się do patronów. W XIV – XVI wieku wykonano serię zachowanych do dziś dzieł z wizerunkami świętej pary m.in. monstrancje i relikwiarze oraz wierną replikę krzyża daru Henryka II. Pokłosie reformacji, kiedy to lud Bazylei rychło opowiedział się za naukami Kalwina, wybuchły rozruchy ikonoklastyczne, które wyrządziły ogromne straty w wystroju katedry. Skarbiec został szczęśliwie ukryty przed ikonoklastami, później rozlokowano go w pomieszczeniach za zakrystią świątyni. Kres świetności skarbca położyły wydarzenia w 1833 roku, kiedy po wojnie domowej nastąpił podział kantonu Bazylea; gminy wiejskie, opierając się dominacji miasta, zjednoczyły się, tworząc własny półkanton Bazylea-Okręg, a miasto – Bazylea-Miasto. 25 listopada 1833 roku szwajcarski sąd arbitrażowy zdecydował, że skarbiec kościoła zostanie podzielony między oba skonfliktowane półkantony. 36 procent jego wyposażenia przejęli reprezentanci kantonu Bazylea-Miasto, zaś ich adwersarze przejęli pozostały zbiór skarbca, który ze względu na konieczne reformy półkantonu Bazylea-Okręg został spieniężony. W 1836 roku miała miejsce aukcja, podczas której rozprzedano zabytki. W rezultacie trafiły one do światowych kolekcjonerów, a w konsekwencji do największych zbiorów muzealnych we Francji (Musée National du Moyen Âge w Paryżu), Wielkiej Brytanii (British Museum i Muzeum Wiktorii i Alberta w Londynie), Holandii (Rijksmuseum w Amsterdamie), Niemczech (Bayerisches Nationalmuseum w Monachium, Kunstgewerbemuseum w Berlinie), Austrii (Kunsthistorisches Museum w Wiedniu), Rosji (Ermitaż w Petersburgu) oraz Stanach Zjednoczonych (Metropolitan Museum of Art w Nowym Jorku). Pozostałe zbiory skarbca, w tym pochodzące od władz półkantonu Bazylea-Miasto, trafiły głównie do Muzeum Historycznego, kościoła Świętej Klary w Bazylei i Schweizerisches Landesmuseum w Zurychu.
W latach 2001–2002 miała miejsce potrójna spektakularna wystawa, na której zebrano wszystkie zachowane obiekty. Od 27 lutego od 3 czerwca 2001 jej gospodarzem było The Metropolitan Museum of Art, od 13 lipca do 21 października 2001 Historisches Museum Basel, a od 1 grudnia 2001 do 24 lutego 2002 Bayerisches Nationalmuseum.

## Dzieła sztuki ze zbiorów skarbca
Dzięki wystawom w latach 2001–2002 i towarzyszącym im badaniom naukowym udało się odtworzyć dawny kontekst i charakter jednego z najbogatszych w średniowieczu skarbców w Europie. 
Czasy panowania cesarza Henryka II i żony Kunegundy pamiętają dwa czołowe zabytki sztuki ottońskiej. Jednym z nich jest pozłacane antependium ołtarzowe z półplastycznymi wizerunkami Chrystusa w asyście archaniołów Gabriela Michała i Rafała oraz św. Benedykta. Drugi to złoty krzyż relikwiarzowy, będący jednym ze złotych i bogato kameryzowanych krzyży wykonanych około 1000 roku i nawiązujących do starochrześcijańskiej i bizantyjskiej tradycji cruces gemmatae. Z okresu romańskiego zachowała się para posrebrzanych trybularzy, kielich z pateną oraz popiersie relikwiarzowe św. Eustachego. Kolejne popiersia relikwiarzowe pochodzą ze schyłku XIII i pierwszej połowy następnego stulecia (relikwiarze świętych Pantalusa, Tekli i Urszuli). Również na schyłek XIII w. datuje się najstarszą figurę relikwiarzową z wizerunkiem króla Dawida. 
Z XIV stulecia pochodzą m.in. dwa krzyże relikwiarzowe, z których jeden, bogato zrobiony figurami aniołów i świętych, zaginął w 1945 roku (przedtem znajdował się w Kaiser-Friedrich Museum w Berlinie), drugi z Grupą Ukrzyżowania znajduje się w londyńskim Muzeum Wiktorii i Alberta. W tym samym muzeum zachował się srebrny dzban z ok. 1350. Mniejszy, lecz kosztowniejszy, wykonany z kryształu górskiego ze pozłacaną srebrną oprawą, znajduje się w wiedeńskim Kunsthistorisches Museum. Ponadto w Bazylei zachowała się para srebrnych gotyckich ampułek. Cennym dziełem jest Złota Róża papieża Jana XXII podarowana Rudolfowi III z Nidau, zachowana w zbiorach paryskich. Wraz z podobnymi typologicznie egzemplarzami w skarbcach katedry w Sienie i kościoła pielgrzymkowego w Andechsie tworzy cenny zespół XIV-wiecznych klejnotów tego typu. Spośród sprzętów przeznaczonych do procesji wyróżniają się trzy monstrancje-ostensoria: najstarsza z emaliowanymi wizerunkami apostołów z 2. połowy XIV w., druga z pełnoplastycznymi wizerunkami świętych Henryka i Kunegundy, trzecia z reliefowym przedstawieniem Agnus Dei. Unikatowymi zabytkami są XV-wieczne komplety procesyjnych dzwonków i kołatek. Spośród dzieł sztuki tekstylnej wyróżnia się pojemnik na korporały z XV wieku z przedstawieniem Grupy Ukrzyżowania (Jezus z Matką Boską św. Janem Ewangelista i Marią Magdaleną) na tle usianego gwiazdami niebiańskiego firmamentu.   
Wysoką klasę artystyczną reprezentują XV- i XVI-wieczne relikwiarze, m.in. tzw. Krzyż Halwilów, relikwiarz świętej Doroty w formie monstrancji oraz figura relikwiarzowa św. Krzysztofa, a nadto kolejne pamiątki o charakterze historyzującym – monstrancja z figurkami świętych Henryka i Kunegundy i krzyż będący wierną kopią crucis gemmatae z XI wieku. Zachowały się także pojedyncze rękopisy i starodruki z XV i XVI stulecia: tzw. Lehenbuch z ok. 1437, pontyfikał arcybiskupa Karla de Neuchatel z 1498, brewiarz biskupa Friedricha von Rhin, mszał biskupa Johanna von Venningen, poza tym dokumenty, m.in. akt fundacyjny biskupa Johann Senn von Miinsingen wzmiankujący o sprowadzeniu przez tego hierarchę relikwii do katedry czy obszerny inwentarz skarbca z 1477 r.

## Galeria

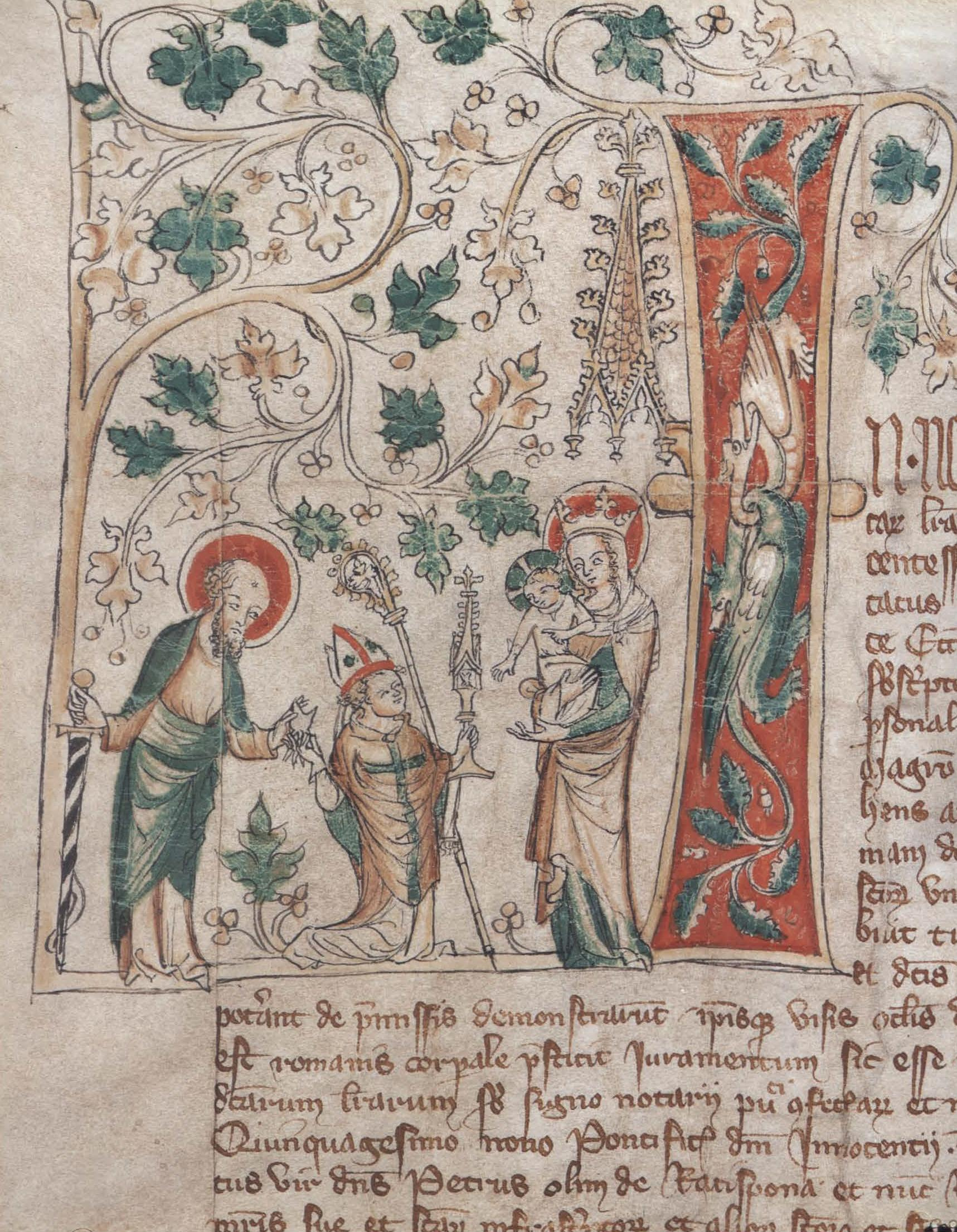
Biskup Johann Senn von Münsingen adorujący Matkę Boską z Dzieciątkiem za wstawiennictwem św. Pawła wedle XIV-wiecznej miniatury
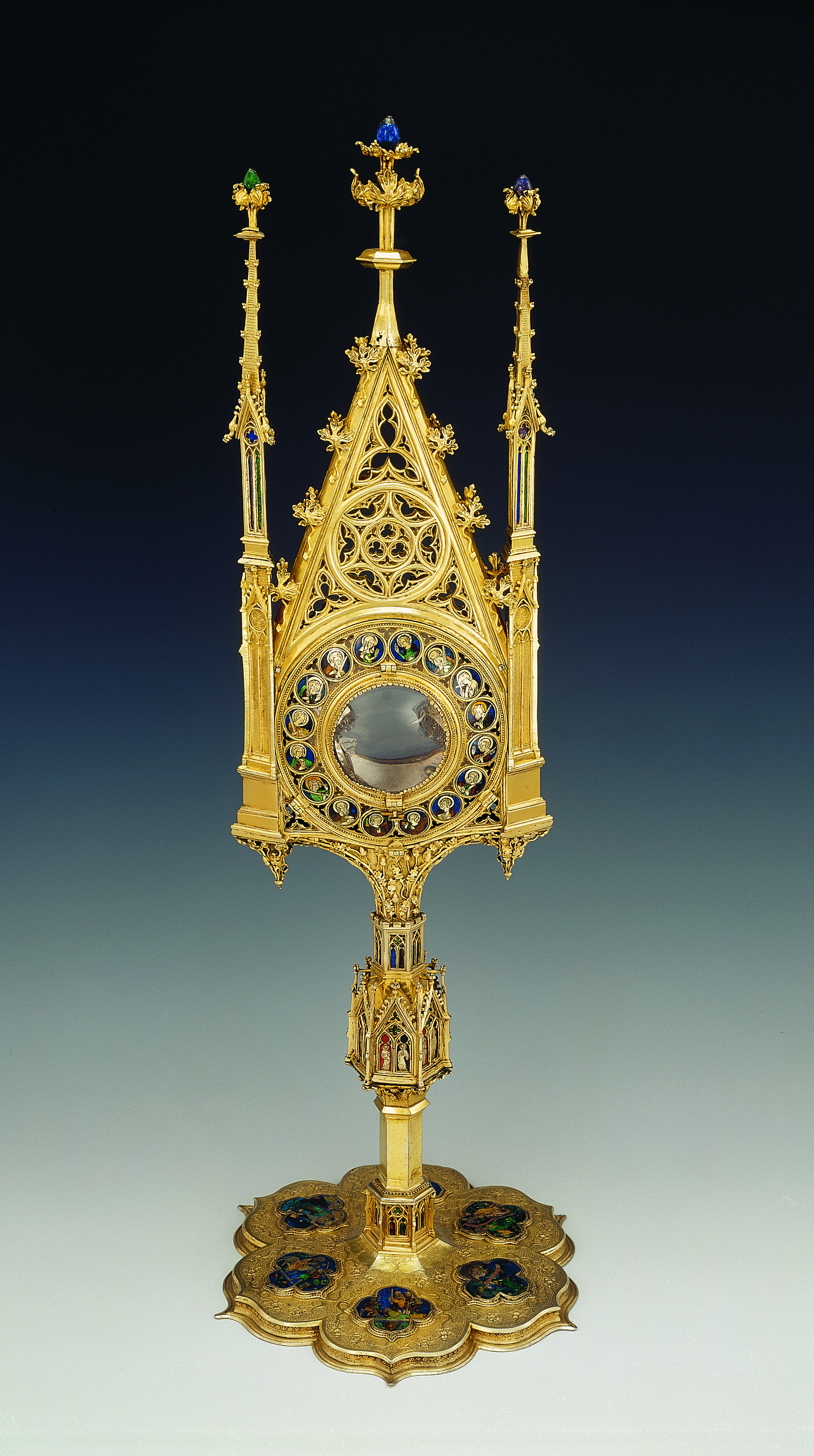
Tzw. Monstrancja Apostolska
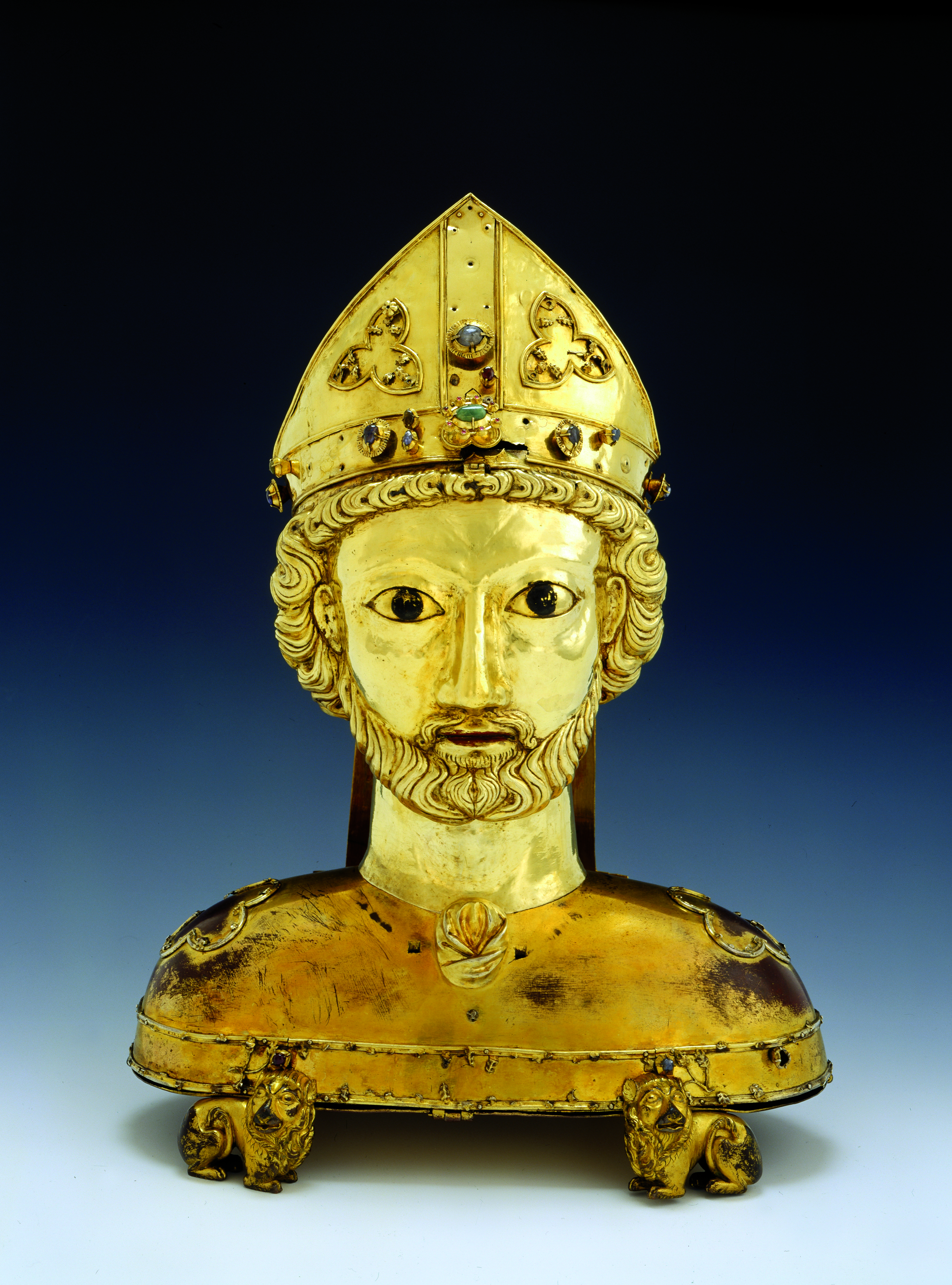
Popiersie relikwiarzowe św. Pantalusa
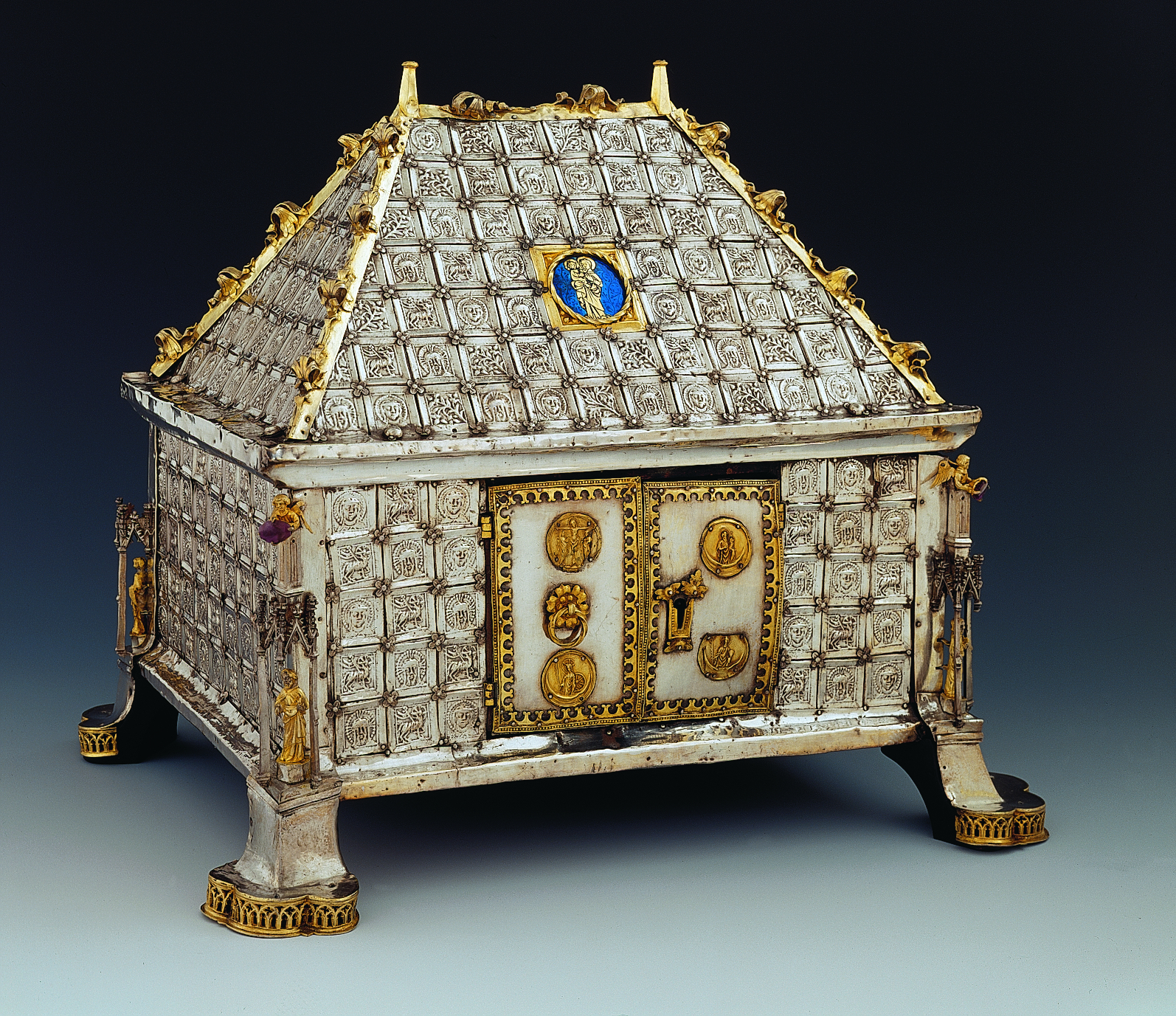
Szkatułka eucharystyczna

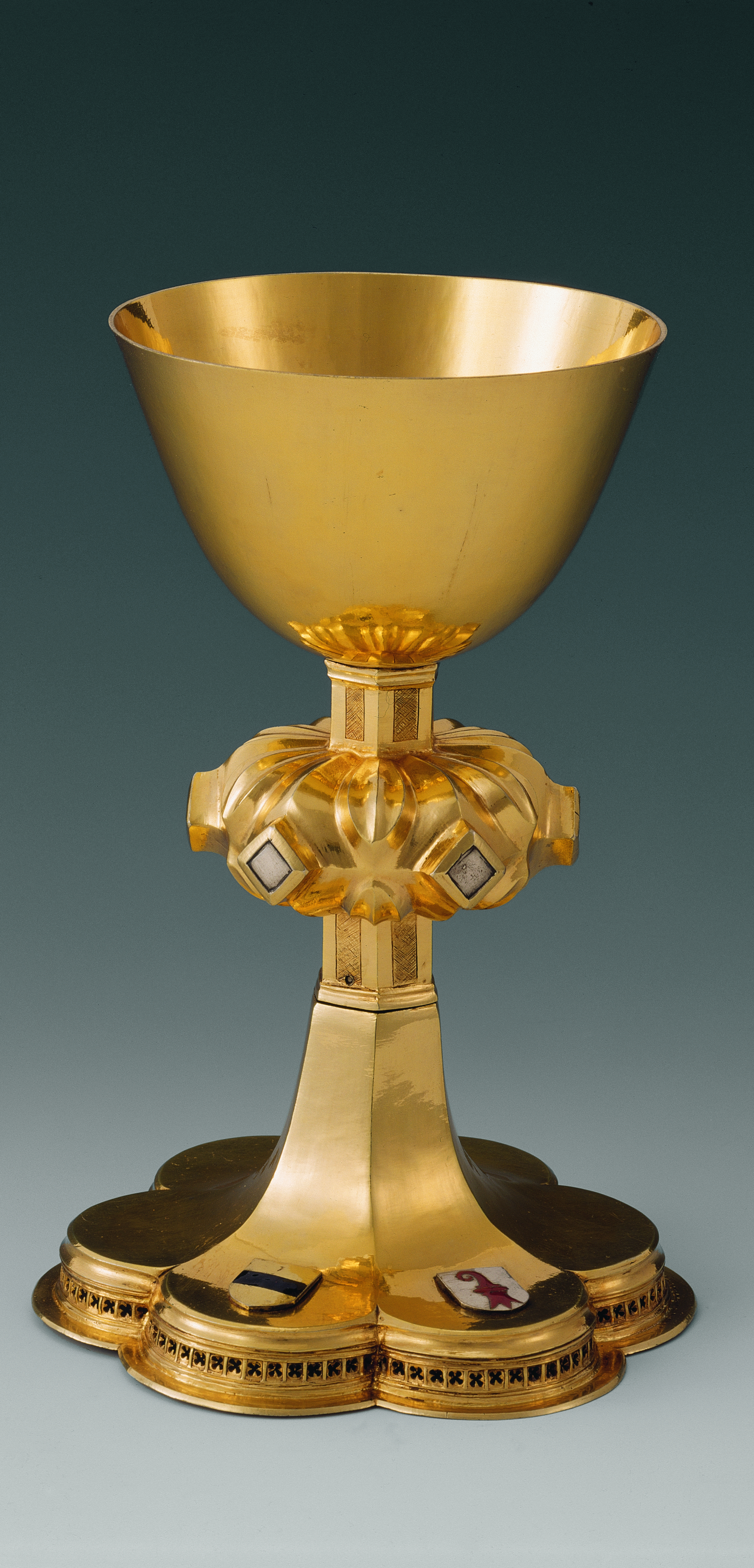
Kielich Rotberga
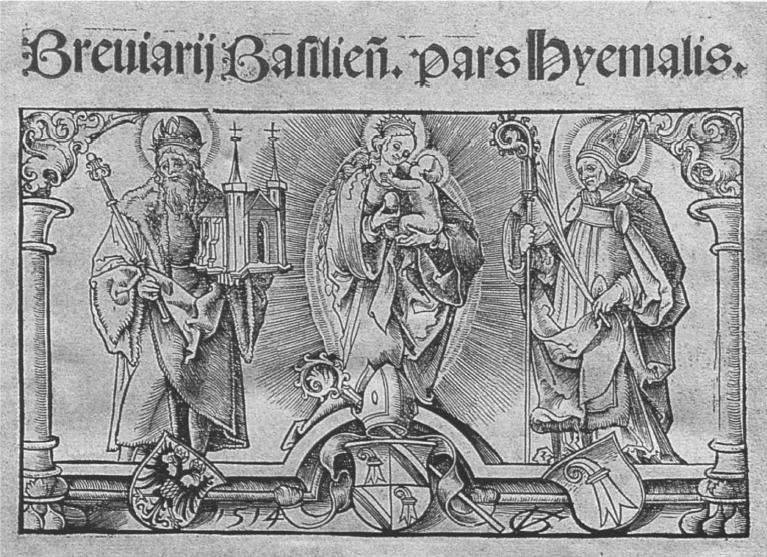
Madonna z Dzieciątkiem w asyście świętych Henryka i Pantalusa. Miniatura z Brewiarza z XV w.
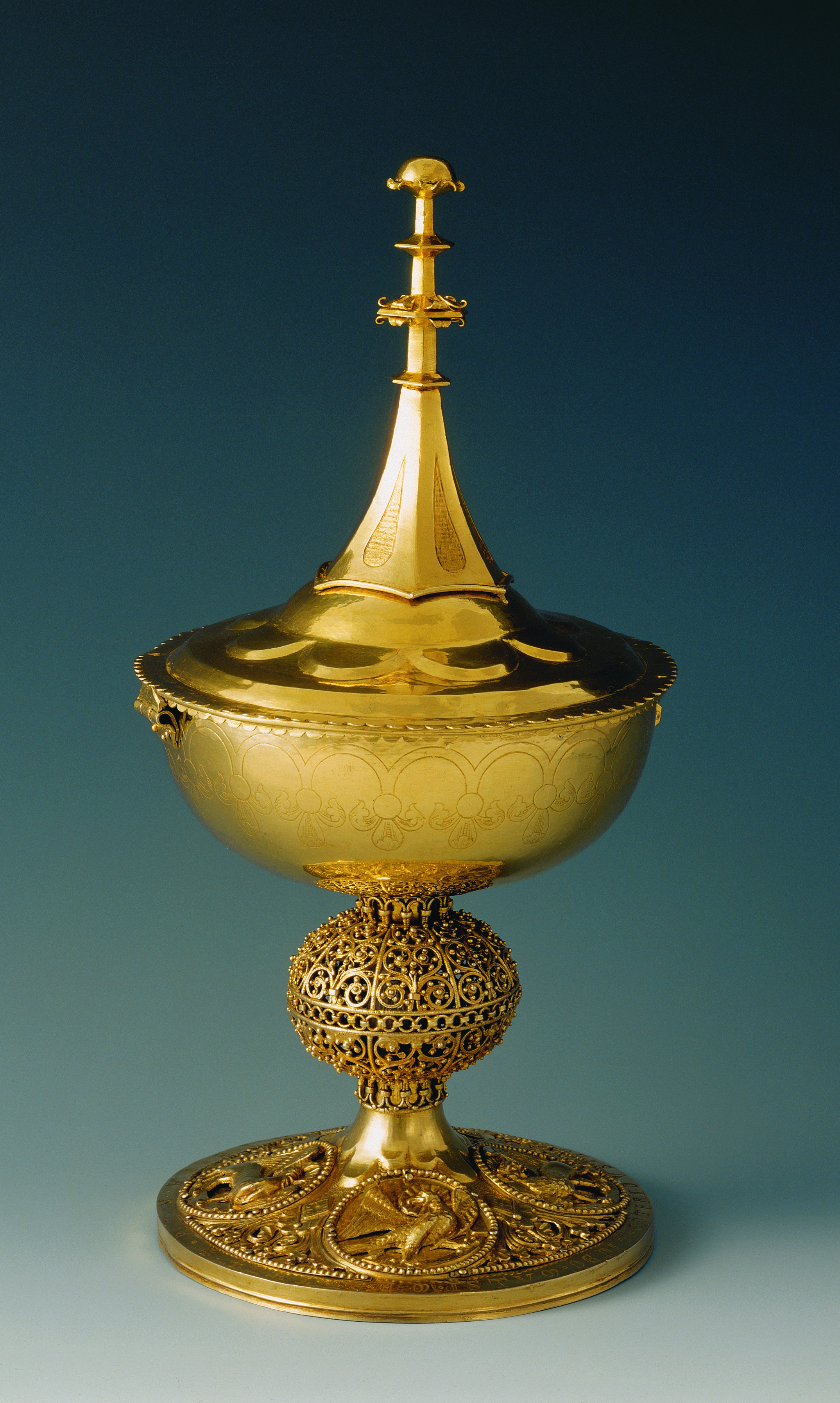
Kielich Eptingera
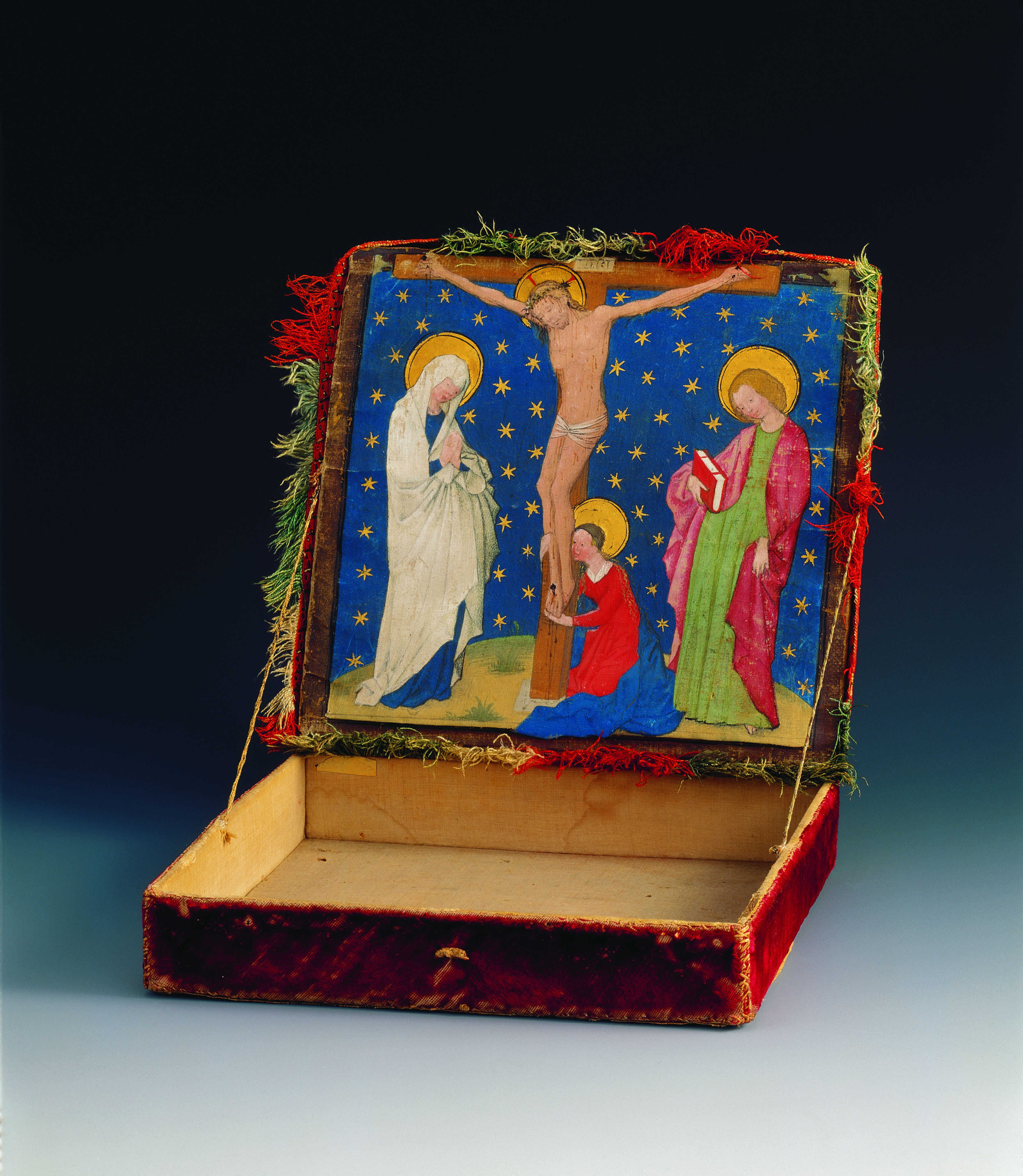
Pojemnik na korporały

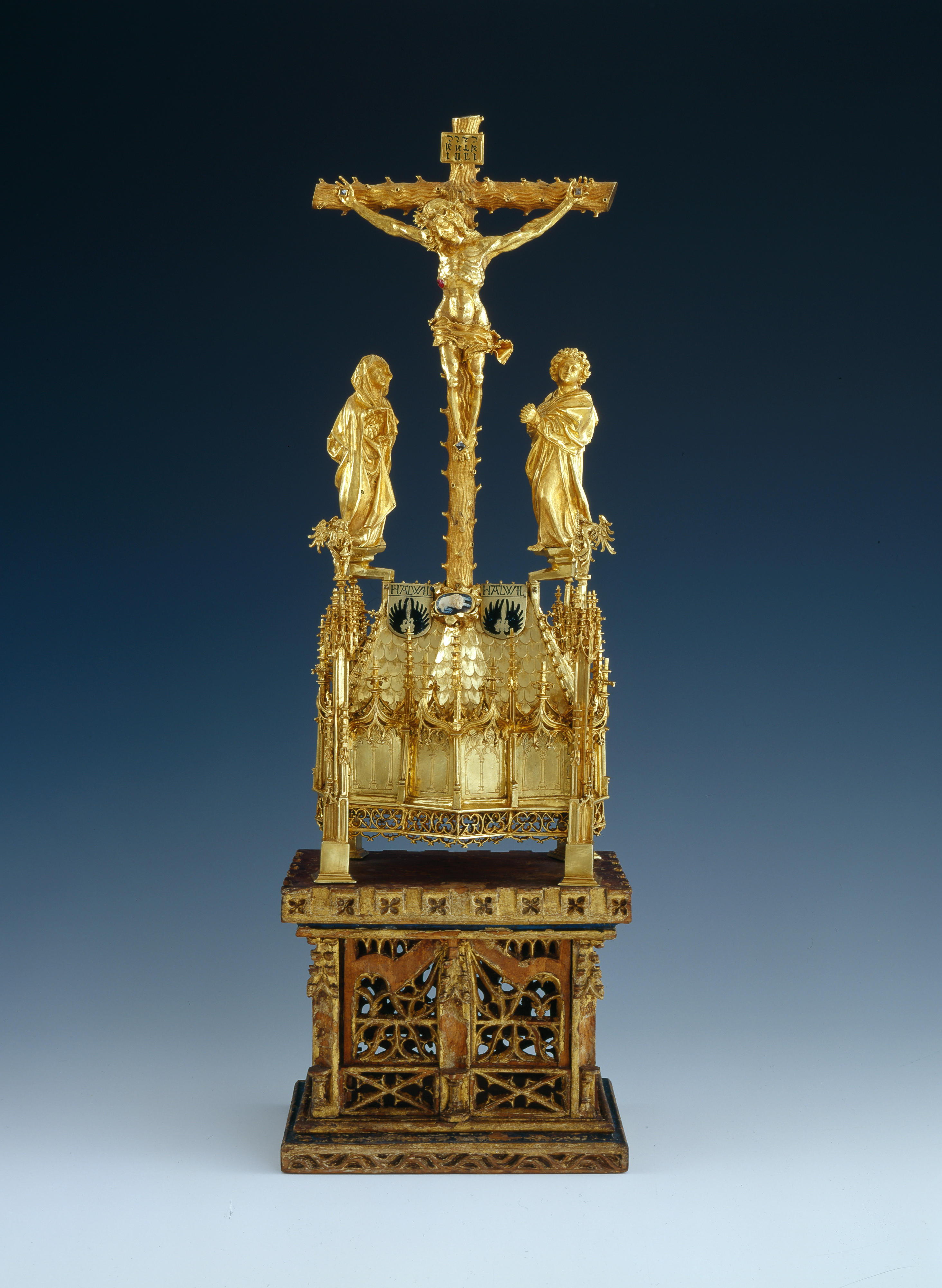
Tzw. Krzyż Halwilów
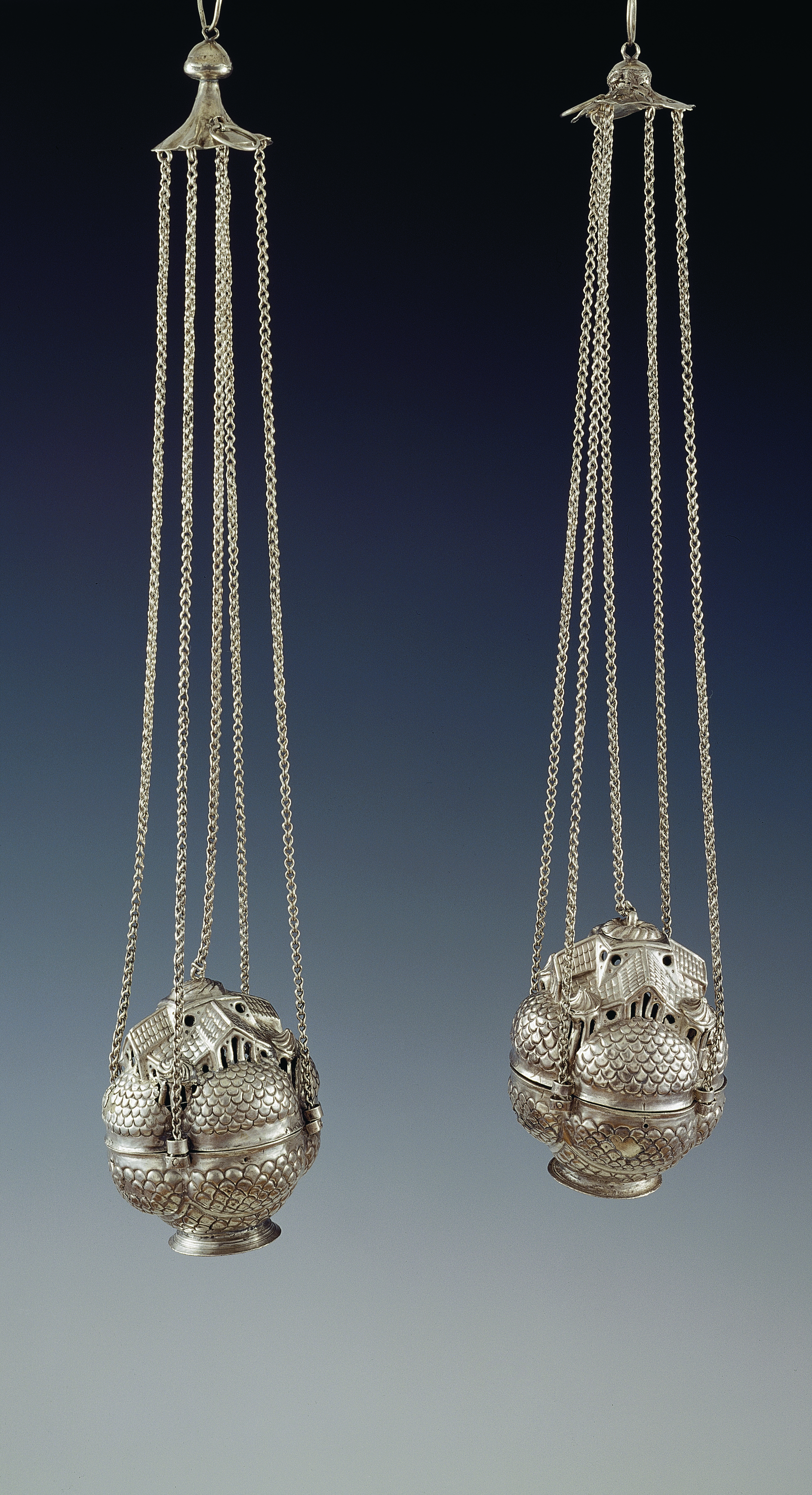
Dwie kadzielnice romańskie
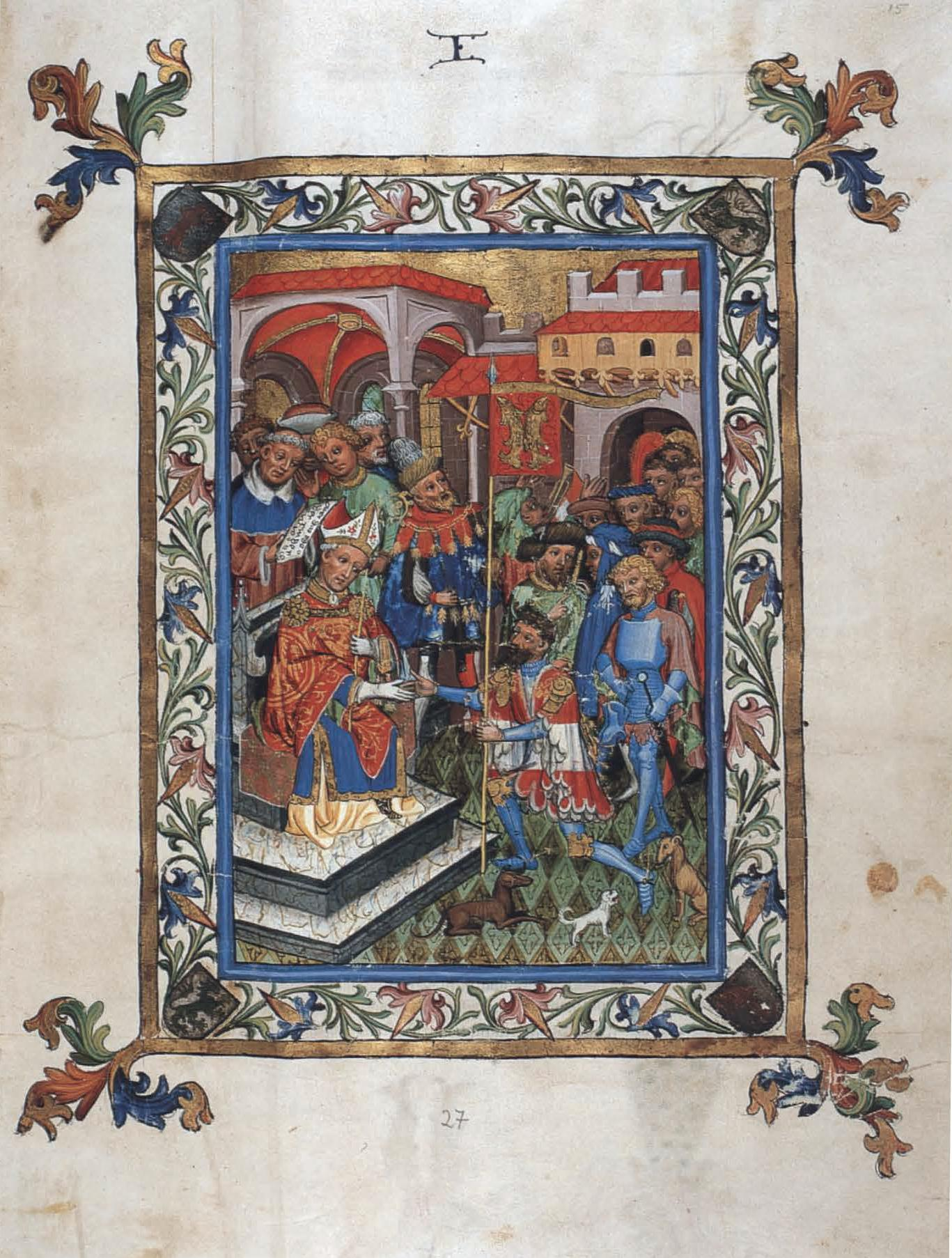
Miniatura z Księgi Inwestytury (XV w.)
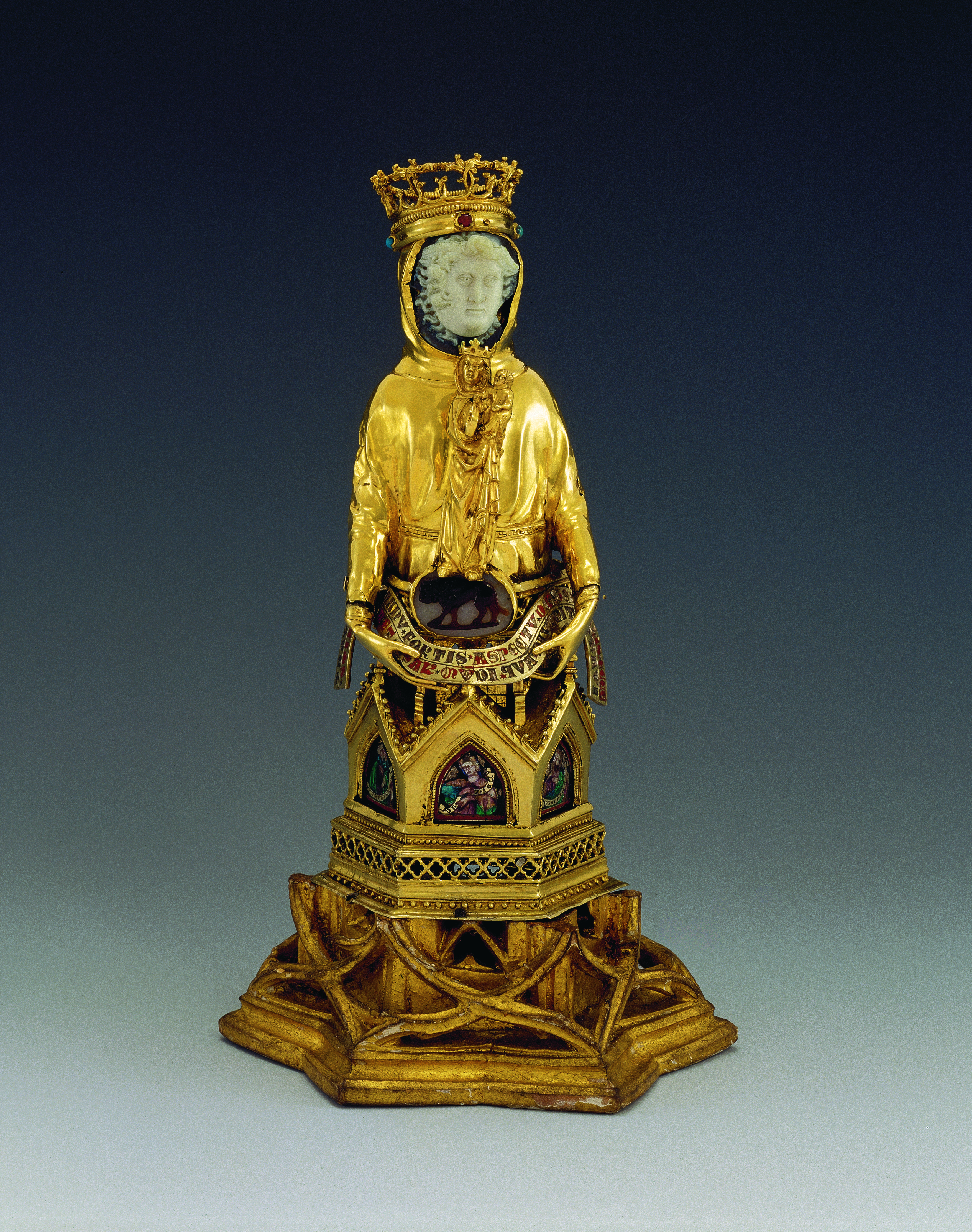
Figura króla Dawida

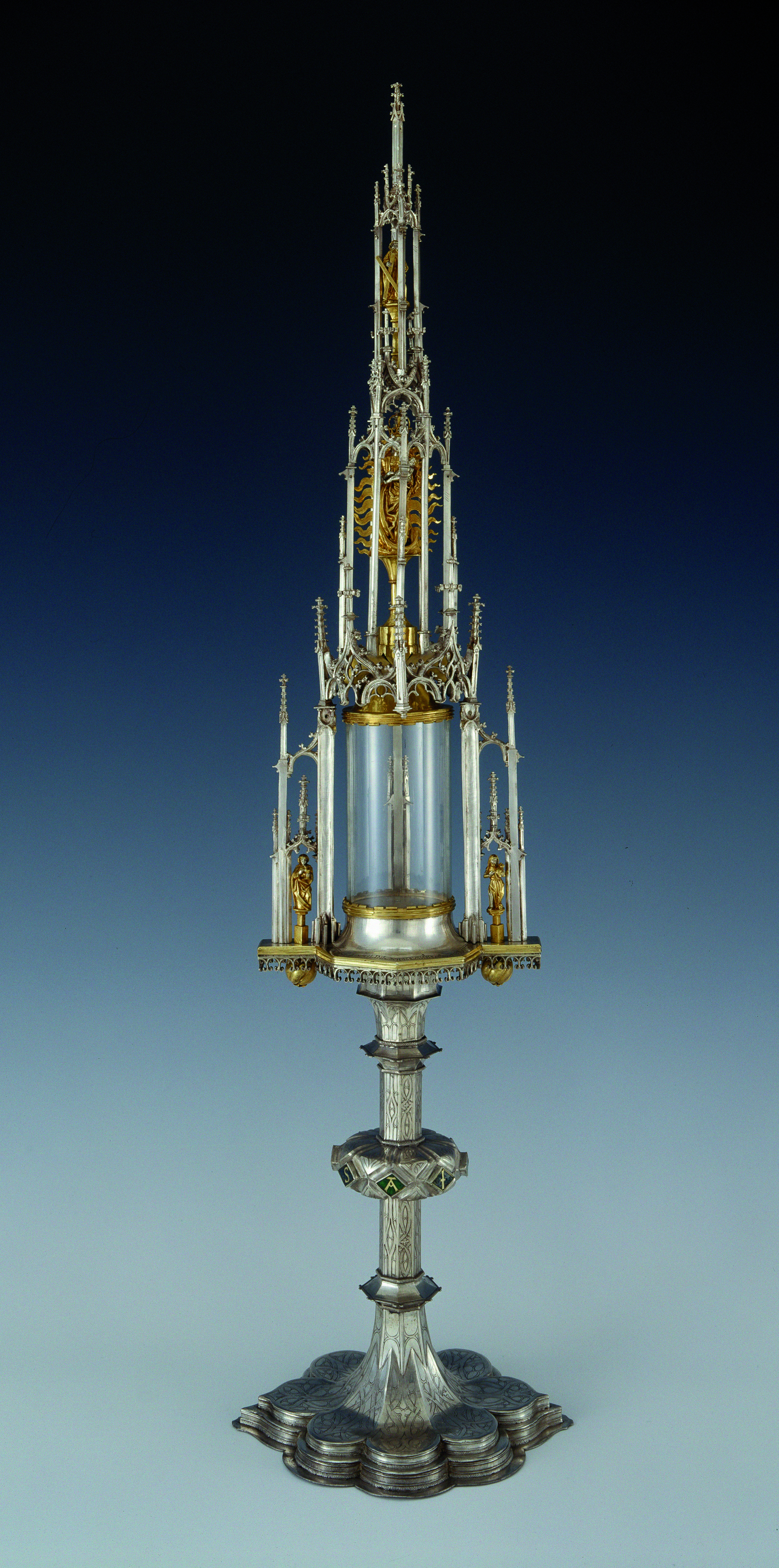
Monstrancja Hüglina
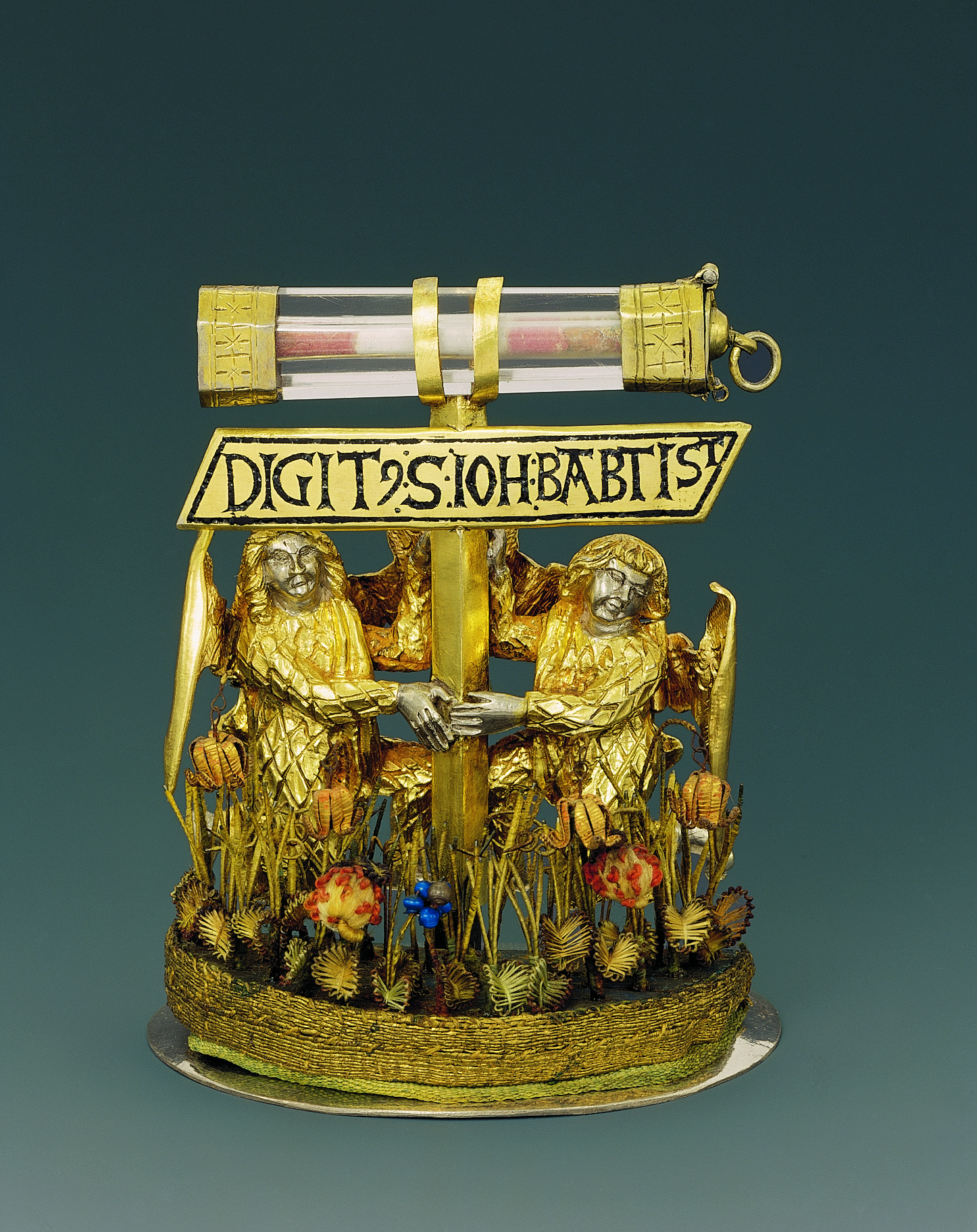
Relikwiarz z plakietką z ogrodem rajskim
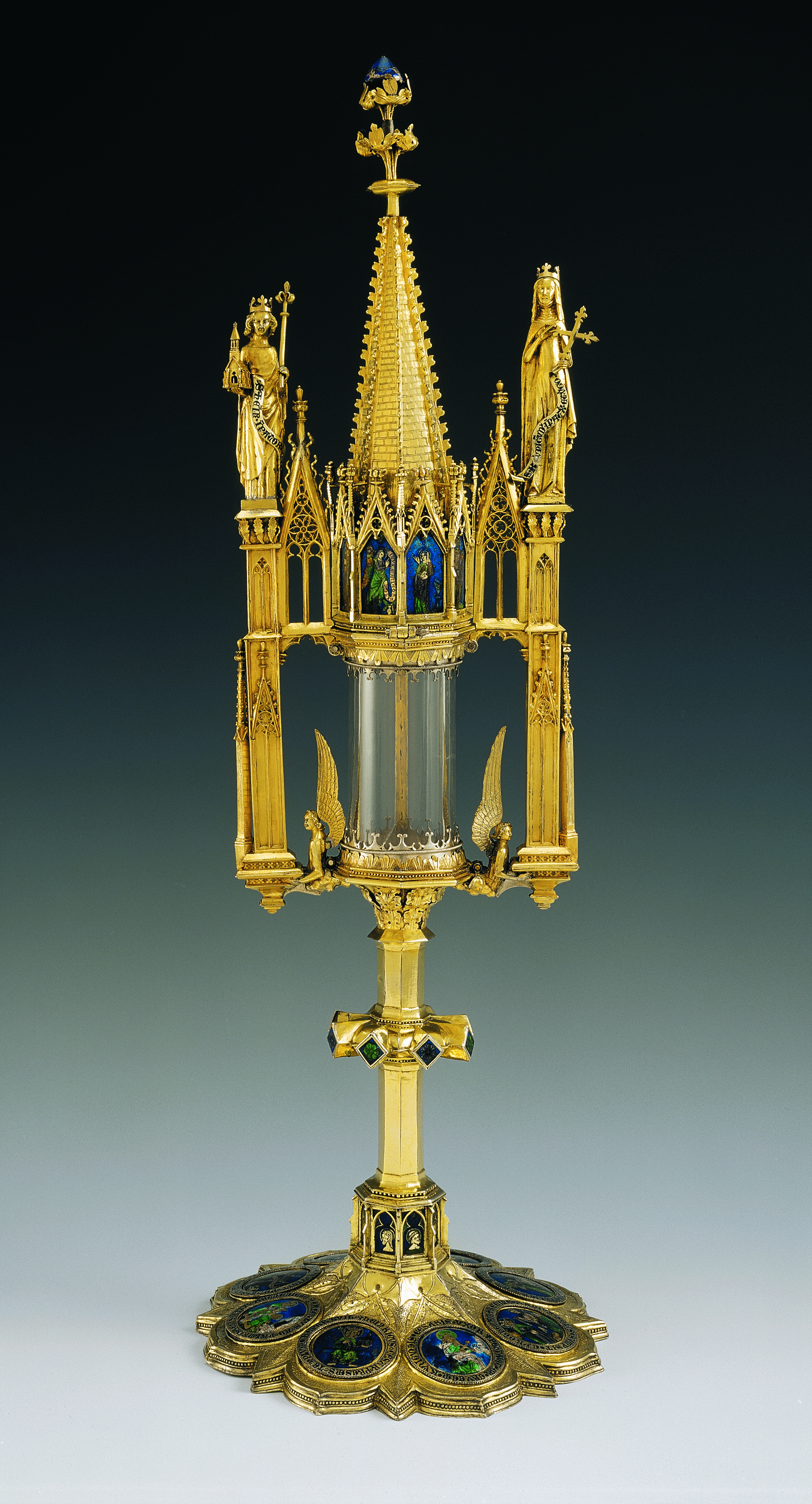
Monstrancja z figurami świętych Henryka i Kunegundy
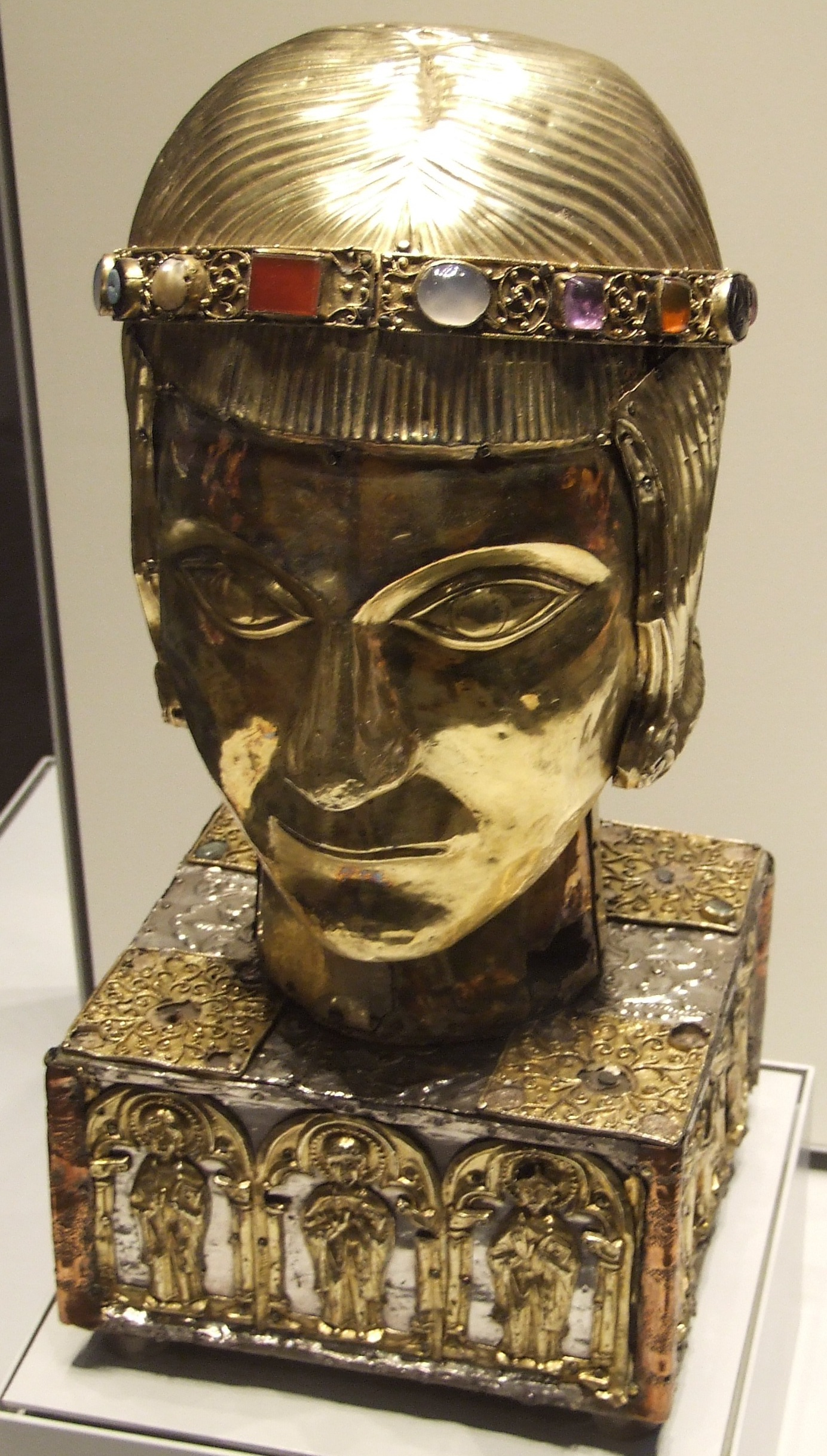
Popiersie relikwiarzowe św. Eustachego.